# Calvaire à trois croix d'Allègre
Le calvaire à trois croix est un calvaire situé en France sur la commune d'Allègre, dans la région Auvergne-Rhône-Alpes.

## Localisation
Le calvaire est situé dans le département français de la Haute-Loire, sur la commune d'Allègre, dans l'ancienne région administrative d'Auvergne.

## Historique
Le calvaire daté du XIIIe siècle se compose de trois croix distinctes et accueillait une cérémonie religieuse. La croix centrale expose une représentation grossière du Christ, avec un linceul à petits plis réguliers et symétriques. Aux pieds du Christ, on trouve une tête de mort entourée d'os croisés.

## Description
À l'arrière de cette croix, un cœur percé d'une croix est entouré d'une couronne d'épines. Les croisillons adoptent une forme cylindrique, tandis que le fût est de section hexagonale. Le socle, en forme de pyramide tronquée avec des angles abattus, porte des armoiries effacées sur deux de ses faces. La croix située à gauche du Christ présente un fût identique à celui de la première, avec des cordes entrecroisées et une date effacée à la base (probablement 1278). La croix située à droite est neuve et possède le même fût et socle que la première.

## Protection
Le calvaire à trois croix est inscrit au titre des monuments historiques par arrêté du 11 juin 1930.